# اپرچر

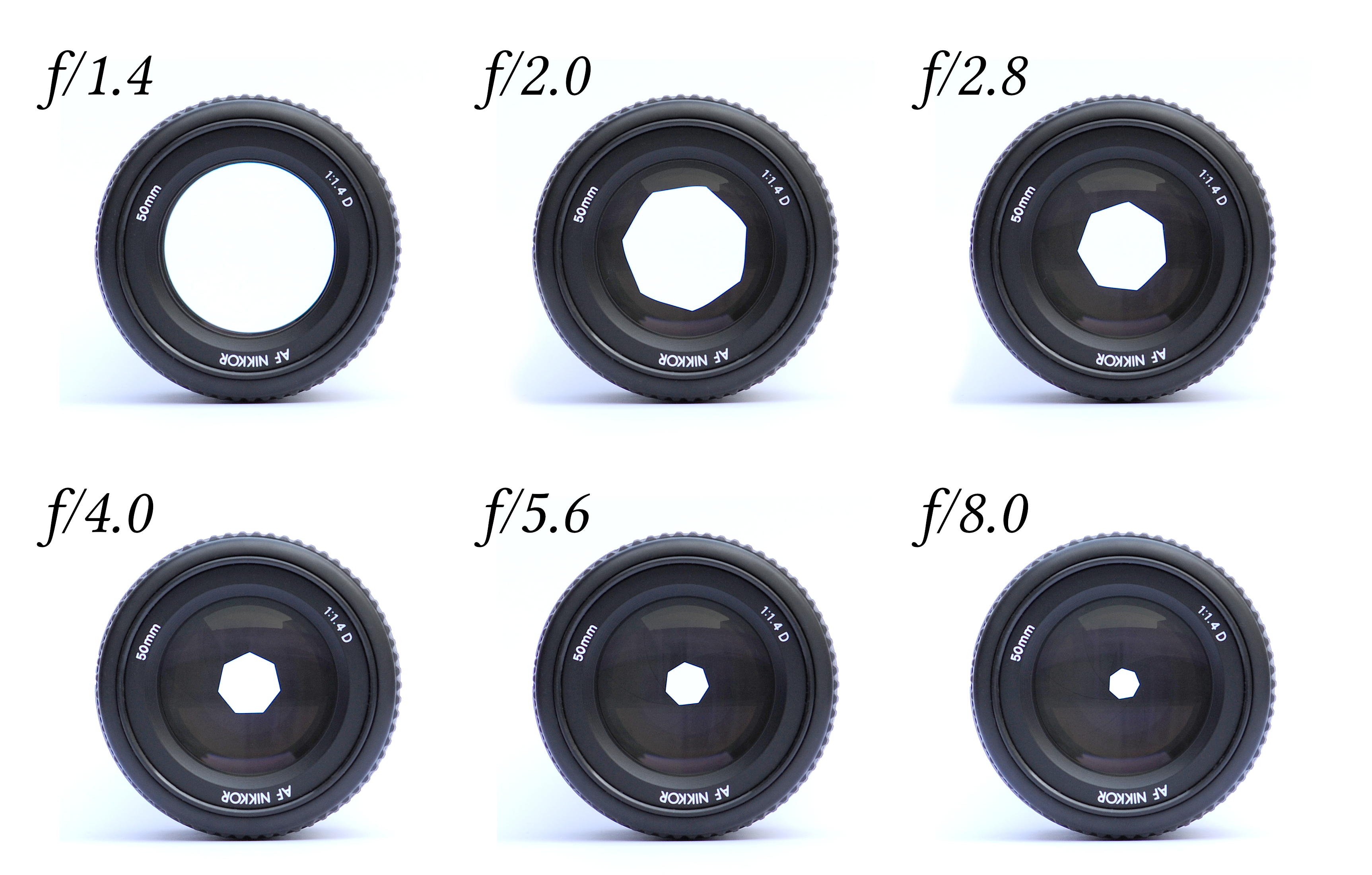
اپرچرهای مختلف یک لنز

نماد اپرچر

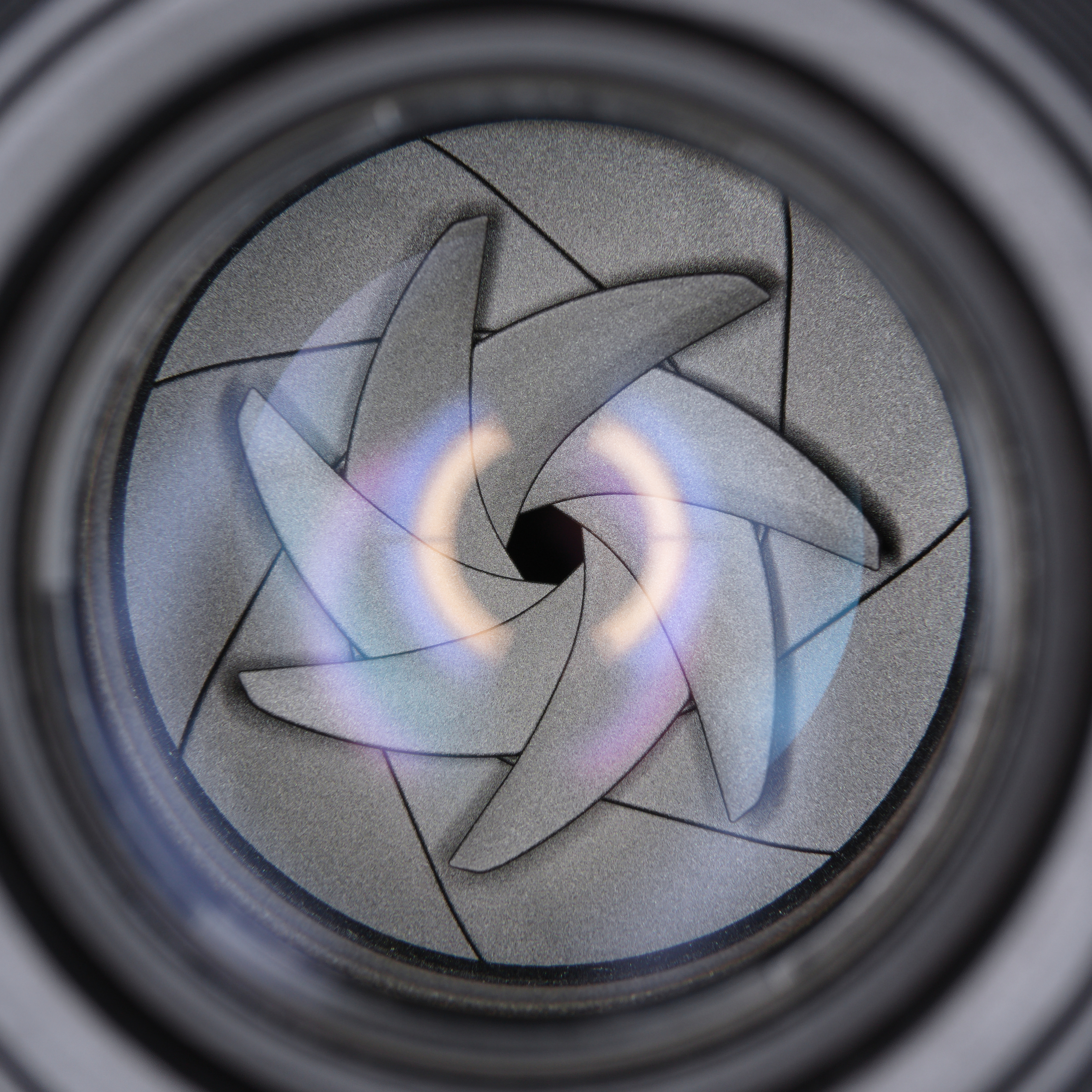
یک دیافراگم دوربین

در نورشناسی، اَپِرچِر (به انگلیسی: aperture) یا دریچه یک حفره یا روزنه است که نور از آن عبور می‌کند. به‌طور خاص در عکاسی، اپرچر و فاصله کانونی، زاویهٔ پرتوها را تعیین می‌کنند که به کانون عدسی می‌رسند و سپس روی حسگر تصویر تابیده می‌شوند.
یک سیستم نوری معمولاً دارای دهانه‌ها یا ساختارهای زیادی است که دسته‌های پرتو را محدود می‌کنند. این ساختارها ممکن است لبه عدسی یا آینه، یا حلقه یا وسایل دیگری باشند که یک عنصر نوری را در جای خود نگه می‌دارند، یا ممکن است یک عنصر خاص مانند دیافراگم باشد که در مسیر نوری قرار می‌گیرد تا نور ورودی به سیستم را محدود و تنظیم کند. به‌طور کلی، این ساختارها توقف (stop) نامیده می‌شوند، و توقف اپرچر (aperture stop) توقفی است که به‌طور اصلی زاویهٔ مخروطِ پرتو و روشنایی در نقطه تصویر (مردمک خروجی) را تعیین می‌کند.
در زبان فارسی عمدتاً به‌طور اشتباه به آن دیافراگم (diaphragm) می‌گویند در حالی که دیافراگم به تیغه‌هایی گفته می‌شود که روی لنز قرار دارند و توسط باز و بسته شدن آن‌ها، میزان عبور نور از روزنه میانی آن‌ها که اپرچر گفته می‌شود، کنترل می‌شود.

## نوشتارهای مرتبط
- روزنه عددی
- وضوح زاویه
- ضریب اف
- دیافراگم
- بوکه